# 内马尼亚·久里奇
内马尼亚·久里奇（羅馬化：Nemanja Đurić，1936年6月18日—2025年8月7日），塞尔维亚男子篮球运动员。他曾代表南斯拉夫国家队参加1960年和1964年夏季奥林匹克运动会篮球比赛，分别获得第六名和第七名。